# Olympische Jugend-Sommerspiele 2014/Teilnehmer (Peru)
| Gelbes Symbol für Goldmedaillen mit stilisierten Olympischen Ringen | Graues Symbol für Silbermedaillen mit stilisierten Olympischen Ringen | Braundes Symbol für Bronzemedaillen mit stilisierten Olympischen Ringen |
| ------------------------------------------------------------------- | --------------------------------------------------------------------- | ----------------------------------------------------------------------- |
| 1                                                                   | —                                                                     | 1                                                                       |

Die Jugend-Olympiamannschaft aus Peru für die II. Olympischen Jugend-Sommerspiele vom 16. bis 28. August 2014 in Nanjing (Volksrepublik China) bestand aus 38 Athleten.

## Athleten nach Sportarten

### Badminton
Mädchen
- Daniela Macías
Einzel: 17. Platz
Mixed: 25. Platz (mit Tanguy Citron  Frankreich)

### Beachvolleyball
Jungen
- Luis Bramont-Arias
- Jimy Heredia
17. Platz

### Fußball
Jungen
- Gold
- Rodolfo Ángeles
- Fabrián Caytuiro
- Ray Contreras
- Iván Cruz
- Franklin Gil
- Junior Huerto
- José Inga
- Quillian Meléndez
- Alessandro Milesi
- Christopher Olivares
- Fernando Pacheco
- Anthony Quijano
- Ismael Quispe (DNS)
- Fabio Rojas
- Christian Sánchez
- Marco Saravia
- Gerald Távara
- Brayan Velarde

### Gewichtheben
| Mädchen - Fiorella Cueva Federgewicht: 8. Platz | Jungen - Óscar Terrones Leichtgewicht: 7. Platz |

### Judo
Mädchen
- Brillith Gamarra
Klasse bis 52 kg: 13. Platz
Mixed: Bronze   (im Team Xian)

### Leichtathletik
| Mädchen - Judith Huaman 3000 m: 16. Platz 8 × 100 m Mixed: 28. Platz - Steffi Murillo 100 m Hürden: 10. Platz 8 × 100 m Mixed: 8. Platz - Luz Olivera 2000 m Hindernis: 12. Platz 8 × 100 m Mixed: 31. Platz | Jungen - César Augusto Rodríguez 10 km Gehen: 4. Platz 8 × 100 m Mixed: 10. Platz - Josué Gutiérrez Stabhochsprung: 13. Platz 8 × 100 m Mixed: 34. Platz |

### Ringen
Jungen
- Nilton Soto
Griechisch-römisch bis 69 kg: 6. Platz

### Rudern
Jungen
- Gonzalo del Solar
Einer: 18. Platz

### Schwimmen
Mädchen
- Lizzy Nolasco
200 m Schmetterling: 28. Platz

### Segeln
| Mädchen - María Belén Bazo Windsurfen: 9. Platz - Jarian Brandes Byte CII: Bronze | Jungen - Angello Giuria Byte CII: 15. Platz |

### Tennis
Jungen
- Juan José Rosas
Einzel: Achtelfinale
Doppel: Viertelfinale
Mixed: 1. Runde (mit Doménica González  Ecuador)
- Nicolás Álvarez
Einzel: 1. Runde
Doppel: Viertelfinale
Mixed: 1. Runde (mit Markéta Vondroušová  Tschechien)

### Turnen
| Mädchen - Ana Karina Méndez Einzelmehrkampf: 35. Platz | Jungen - Luis Pizarro Einzelmehrkampf: 35. Platz |